# William Sanders
William Sanders   (Glasgow, c. 1640 - Perth, 1705), a vegades escrit Saunders, va ser un matemàtic i professor escocès.

## Vida i obra
La seva data de naixement és insegura, però se sap que es va graduar al Marischal College (Universitat d'Aberdeen) el 1659. A continuació va ser professor de secundària a Aberdeen fins que va ser nomenat professor de la universitat de St Andrews el 1671. Quan James Gregory va deixar aquesta universitat per anar a la d'Edimburg el 1674, Sanders el va substituir en la seva plaça de Regius Professor of Mathematics.
El 1688 va dimitir d'aquest càrrec, cal suposar que per tensions amb la direcció de la universitat, i a partir de 1690 va ser director d'una escola de secundària a Perth (Escòcia), fins que es va retirar el 1704.
Sanders va publicar tres llibres, tots ells a Glasgow, a l'impremta del seu germà Robert:
- The Great and New Art of Weighing Vanity (1672), escrit en col·laboració amb James Gregory i publicat sota el pseudònim de M. Patrick Mathers.[3] Es tracta d'una refutació, escrita amb ironia, de les teories sobre hidroestàtica d'un altre físic escocès de la época: George Sinclair.[3][4]
- Theses Philosophicae (1674).
- Elementa Geometriae (1686), escrit en llatí i mai traduït, en el qual combina l'aproximació euclídea clàssica amb els conceptes matemàtics moderns.[5]